# Georg Manecke
Georg Manecke (* 13. Juni 1916; † 6. Januar 1990 in Bad Bederkesa) war ein deutscher Chemiker.

## Leben

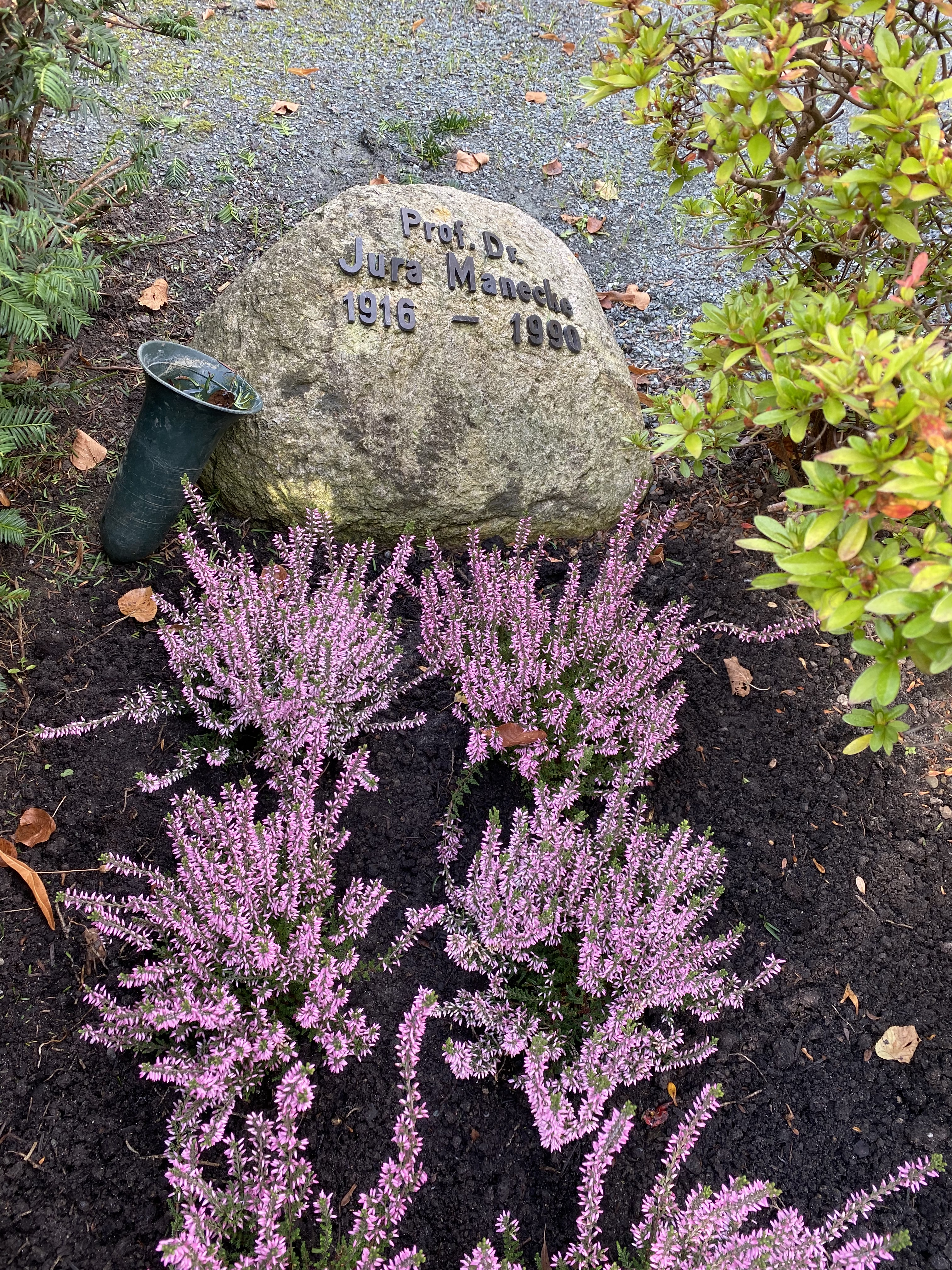
Grabstätte Georg Manecke

Georg Manecke studierte an der Universität Berlin Chemie, wo er 1941 bei Johann Heinrich Helberger promovierte. Nach dem Zweiten Weltkrieg arbeitete er ab 1949 bei Karl Friedrich Bonhoeffer in dessen Institut für physikalische Chemie und Elektrochemie, dem späteren Fritz-Haber-Institut der Max-Planck-Gesellschaft. Georg Manecke entwickelte neue Polymere und die ersten immobilisierten, an Polymermatrizes gebundenen Enzyme, die heutzutage eine große Bedeutung für die Biotechnologie haben. 1963 berief ihn die Max-Planck-Gesellschaft zum Auswärtigen Wissenschaftlichen Mitglied am Fritz-Haber-Institut. Manecke habilitierte sich und wurde an die FU Berlin berufen, wo er ab 1964 Direktor des Instituts für Organische Chemie wurde. Daneben war Manecke langjährig als Lehrbeauftragter an der Technischen Universität Oldenburg tätig. 1979 wurde er von der Gesellschaft Deutscher Chemiker (GDCh) für seine wissenschaftliche Arbeit mit dem Hermann-Staudinger-Preis ausgezeichnet. 1999 richtete die GDCh die Georg-Manecke-Stiftung zur Unterstützung junger Polymerchemiker ein.
Georg Manecke verstarb 73-jährig und wurde auf dem Berliner Friedhof Dahlem (Feld 003-49) beigesetzt. 

## Werk
Sein Hauptwerk galt der Untersuchung von Polymeren, an denen Enzyme kovalent gebunden sind. Diese immobilisierten Enzyme können als heterogene Katalysatoren verwendet werden.